# Antonio de Guevara
Antonio de Guevara (Treceño, circa 1480 – Mondoñedo, 3 aprile 1545) è stato uno scrittore e vescovo cattolico spagnolo.

## Biografia
Figlio di Juan Beltrán de Guevara (quest'ultimo a sua volta figlio illegittimo di Beltrán de Guevara, signore di Escalante e della sua concubina Mencía de Bedoya) e di Ana o Inés de Ureña, Antonio discendeva dal lato paterno dai signori de Guevara y Oñate; da diversi studi recenti è stato evidenziato come sia la nonna paterna che la madre (originaria di Santander) fossero ebree sefardite di recente conversione. I genealogisti inventarono a posteriori una sua origine dal lato materno dalla figura fittizia di Elvira de Noroña di presunta origine galiziana o portoghese, al fine di celare le reali origini del Guevara, ritenute "impure" nella Spagna del XV e XVI secolo; tale ricostruzione è stata messa in discussione solo a partire dagli inizi del XX secolo. Per tale ragione in diverse fonti datate o di tipo agiografico il Guevara viene menzionato erroneamente con il nome Antonio de Guevara y Noroña.
In quanto secondogenito fu assegnato alla carriera ecclesiastica, sebbene grazie ai buoni uffici di uno zio potesse educarsi a Corte, dove come ebbe egli stesso a scrivere "vissi per lungo tempo più occupato nei vizi che negli studi". Era nipote dell'ambasciatore Diego de Guevara y Quesada (il padre di questi, Ladrón de Guevara y Quesada, II conte di Tahalú, era il fratello maggiore di Beltrán de Guevara, nonno paterno di Antonio).

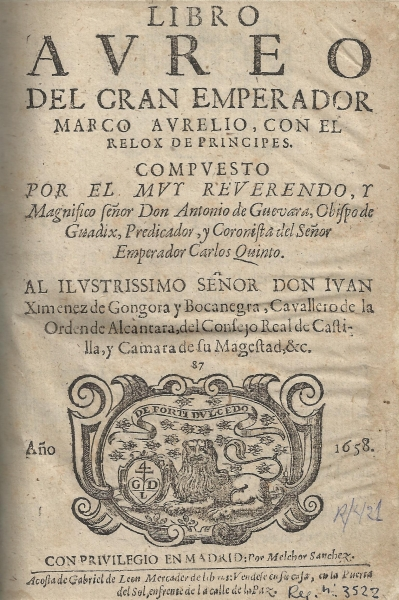
Edizione del 1658 del Libro del eloquentíssimo Emperador Marco Aurelio con El Relox de príncipes.

È stato ipotizzato che egli sia stato paggio del principe Giovanni e successivamente alla morte di questi, della regina Isabella. In seguito alla morte di Isabella entrò nell'ordine francescano.
Compì una rapida carriera all'interno dell'Ordine, venendo nominato guardiano dei monasteri di Arévalo e Soria nel 1518 e definitore della provincia ecclesiastica l'11 novembre 1520. Il 28 del medesimo mese il Guevara si recava a Villabrágima in missione diplomatica al fine di placare la rivolta dei comuneros. Secondo la tradizione il Guevara si rese in quella circostanza protagonista del cosiddetto razonamiento de Villabrágima, un pubblico discorso rivolto alla locale junta dei ribelli, al fine di pacificarli. L'autenticità dell'episodio è tuttavia messa in dubbio da diversi studi. Ad ogni modo la missione non ebbe esisti significativi e il Guevara lamentò nei suoi scritti di aver lasciato l'incontro "mal trattato e peggio servito". Si recò successivamente presso la Corte dell'imperatore Carlo, che lo scelse quale regio predicatore. Il Guevara accompagnò Carlo in occasione del viaggio da questi compiuto in Inghilterra nel giugno del 1522 per la firma del Trattato di Windsor. Nel maggio del 1523 è a Burgos, dove prese parte al capitolo generale del suo ordine. Negli anni seguenti visitò, quale parte del seguito imperiale, diverse città della Castiglia. 
Il 10 maggio 1525 è documentata la sua presenza a Valencia, in qualità di membro della commissione responsabile della conversione dei moriscos nella regione. Prese inoltre parte ad una campagna militare diretta contro le roccaforti dei moriscos nella Sierra de Espadán, venendo ferito prima della conclusione della campagna, avvenuta il 18 settembre 1526. Il 7 dicembre dello stesso anno il Guevara era a Granada, dove partecipò alla stesura di un editto contro i moriscos. Nei primi mesi del 1527 Carlo V lo nominò suo cronista ufficiale; il Guevara pertanto si trasferì a Valladolid il 27 giugno di quell'anno. A Valladolid partecipò, quale membro di una commissione di 24 teologi, alla valutazione delle opere di Erasmo da Rotterdam. 
In qualità di membro del consiglio imperiale si ritiene che il Guevara abbia contribuito alla stesura di diversi discorsi tenuti da Carlo V, in particolare quello tenuto dinanzi alle Cortes di Monzón in risposta a Francesco I (giugno 1528) e il successivo discorso pronunciato a Roma nel 1536 dinanzi a papa Paolo III in occasione dell'incoronazione. 

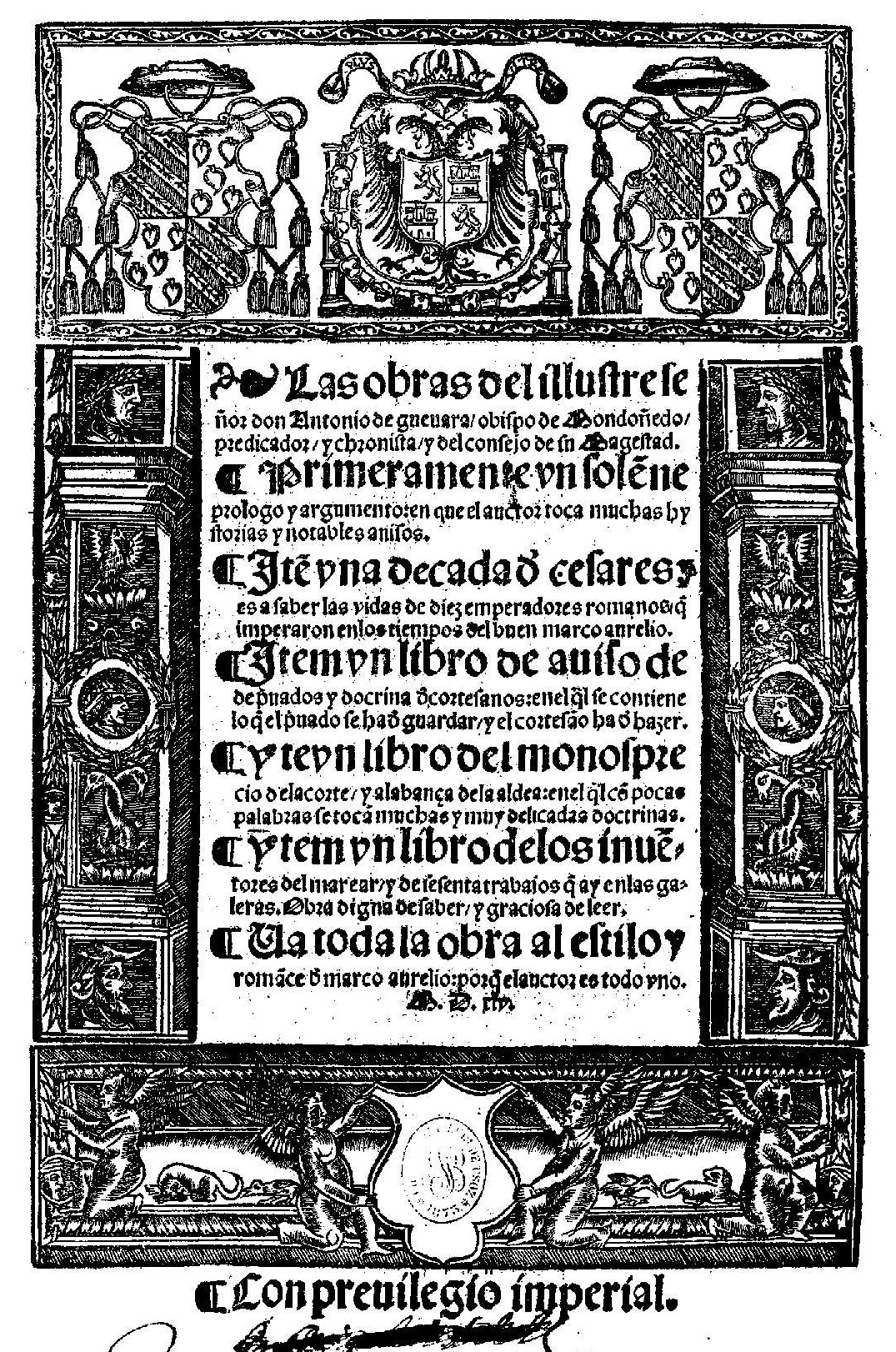
Las obras del illustre señor don Antonio de gueuara... :primeramente vn solēne prólogo y argumento..., item libro de auiso de p[ri]uados... yte [sic] vn libro del monosprecio de la corte, y alabança de la aldea..., Valladolid, Juan de Villaquirán, 1545. Biblioteca nazionale di Spagna.

Il 7 gennaio 1528 Guevara venne nominato vescovo di Guadix, ma fu solamente nel 1529 che ottenne il regio assenso a prendere possesso di tale diocesi; continuò nondimeno ad accompagnare l'imperatore tant'è che lo troviamo impegnato nella campagna di Tunisi tra il 1535 e il 1536. Nel corso di quest'ultimo anno lo troviamo nella già menzionata incoronazione imperiale di Carlo a Roma, per poi spostarsi a Napoli. Fu predicatore in occasione del funerale dell'imperatrice, svoltosi a Toledo nel 1539. 

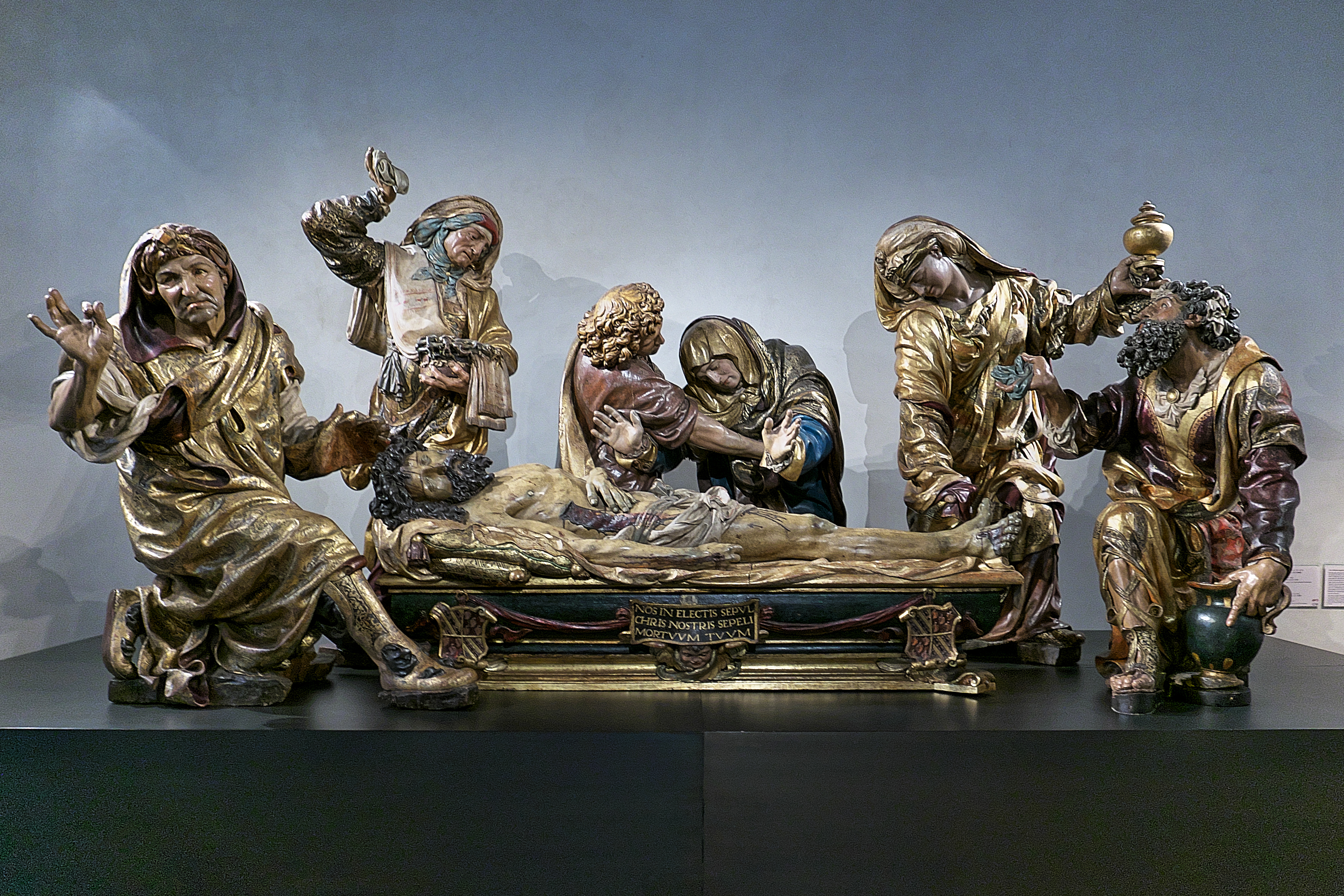
Gruppo scultoreo ligneo attribuito a Juan de Juni destinato ad abbellire il sepolcro di Antonio de Guevara nel convento di san Francesco di Valladolid.

Nel 1537 venne nominato vescovo di Mondoñedo, sebbene venisse continuamente distratto dalle sue funzioni di vescovo per svolgere incarichi di varia natura presso la corte. Nel 1539 scrisse Menosprecio de Corte y Alabanza de Aldea, opera destinata ad influenzare diversi autori, sia spagnoli (quali Pedro de Albret, con il suo Diferencia de la vida rústica a la noble del 1567 e Manuel de Gallegos (noto in portoghese come Manuel de Galhegos), autore delle Coplas en vituperio de la vida de palacio y alabanza de aldea) che stranieri. L'opera venne presto tradotta in francese (Lione, 1542), in inglese (Londra, 1548), in italiano (Firenze, 1601), e in tedesco (Ginevra, 1604). Il 3 maggio del 1541 il Guevara promulgò le Constituciones Sinodales, che avrebbero avuto una grande importanza per la storia della diocesi mondoñense. 
Morì nel 1545 nella sua diocesi e venne sepolto presso il convento di san Francesco di Valladolid.

## Opere
- Libro aureo de Marco Aurelio: emperador y eloquentissimo orador, Siviglia, Cromberger, 1528
- Libro llamado relox de principes en el qual va incorporado el muy famoso libro de Marco Aurelio, Valladolid, Nicolás Tierri, 1529
- Las obras del Illustre señor don Antonio de Guevara obispo de Mondoñedo predicador y cronista, y del consejo de su Magestad, Valladolid, Juan de Villaquirán, 1539 (include Una década de Cesares, Libro llamado menosprecio de corte y alabanza de aldea, Libro llamado aviso de privados y doctrina de cortesanos, Libro de los inventores del arte de marear y demuchos trabajos que se passan en las galeras)
- Epístolas familiares del illustre señor don Antonio de Guevara, obsipo de Mondoñedo, predicador y chronista, y del consejo del emperador y rey nuestro señor, Valladolid, Juan de Villaquirán, 1539
- Segunda parte de las epístolas familiares de illustre señor don Antonio de Guevara [...], Valladolid, Juan de Villaquirán, 1541
- Oratorio de religiosos y exercicio de virtuosos compuesto por el illustre señor don Antonio de Guevara [...], Valladolid, Juan de Villaquirán, 1542
- La primera parte del libro llamado Monte Calvario. Compuesto por el Illustre señor don Antonio de Guevara [...], Valladolid, Juan de Villaquirán, 1545
- La segunda parte del libro llamado Monte Calvario. Compuesto por el reverendíssimo señor don Antonio de Guevara de buena memoria, obispo que fue de Mondoñedo [...], Valladolid, Juan de Villaquirán, 1549